# Ley de nacionalidad lituana
La legislación lituana sobre nacionalidad se basa en el principio del ius sanguinus, según el cual las personas que tienen ascendencia lituana, ya sea a través de padres, abuelos o bisabuelos, pueden reclamar la nacionalidad lituana. La ciudadanía también puede otorgarse por naturalización. La naturalización requiere un período de residencia, un examen en idioma lituano, resultados de exámenes que demuestren familiaridad con la Constitución lituana, medios de sustento demostrados y un juramento de lealtad. En la Constitución de 1991 se incluyó una cláusula de derecho de retorno para las personas que abandonaron Lituania después de la ocupación soviética en 1940 y sus descendientes. Los ciudadanos lituanos también son ciudadanos de la Unión Europea y, por tanto, disfrutan del derecho de libre circulación y tienen derecho a votar en las elecciones al Parlamento Europeo.

## Implementación contemporánea
En 1989, el poder legislativo aprobó una ley de nacionalidad que concedía la ciudadanía automática a aquellas personas que pudieran demostrar su propio nacimiento, o el de uno de sus padres o abuelos, dentro de las fronteras lituanas. A los residentes permanentes no incluidos en estos criterios se les concedía la ciudadanía tras firmar un juramento de lealtad. No se exigían conocimientos lingüísticos. Un tratado de 1991 con Rusia amplió la definición de residencia a quienes hubieran inmigrado a Lituania desde Rusia entre 1989 y la ratificación del tratado. Los solicitantes posteriores de ciudadanía debían cumplir con una serie de estándares de naturalización, incluida una prueba de idioma lituano. 
Los requisitos de ciudadanía eran los más liberales en comparación con los demás países bálticos tras la restauración de la independencia. Esto se suele atribuir a un nivel relativamente bajo de inmigración procedente de otras zonas de la Unión Soviética, especialmente Rusia, lo que dio lugar a una población étnicamente más homogénea. 

## La doble nacionalidad
En noviembre de 2006, el Tribunal Constitucional de la República de Lituania dictaminó que la Ley de Ciudadanía (redacción de 17 de septiembre de 2002 con sus posteriores enmiendas y suplementos) era "controvertida, incoherente y confusa".  Se trataba de la posesión de la doble nacionalidad en Lituania; la disposición ampliaba el derecho de ciudadanía, y por tanto el derecho de voto, a los miembros de la diáspora lituana de la posguerra, que se concentró en los Estados Unidos, Canadá, Australia y Argentina, y a sus hijos, nietos y bisnietos. El miembro más notable de esta diáspora fue el presidente lituano Valdas Adamkus, nacionalizado estadounidense; renunció formalmente a la ciudadanía estadounidense antes de jurar el cargo.
Los peticionarios sostenían que basar la ciudadanía en el origen étnico o la nacionalidad de la persona violaba la igualdad de las personas y era discriminatorio. El uso y significado del término "repatriado" fue especialmente controvertido. El Seimas (Parlamento) lituano aprobó una ley temporal, que expiraba en 2010, que concedía la doble nacionalidad en casos excepcionales, sobre todo a quienes eran ciudadanos lituanos antes de 1940 y huyeron durante las ocupaciones soviéticas, así como a sus hijos y nietos.
La Constitución establece que la ciudadanía lituana se adquiere por nacimiento, salvo en determinados casos establecidos por ley, y que ninguna persona puede ser ciudadana de Lituania y de otro país o Estado al mismo tiempo, salvo en casos especiales. Esta disposición de la Constitución sólo puede modificarse mediante referéndum.
En la actualidad, la ley de ciudadanía permite la doble nacionalidad sólo en casos excepcionales para aquellos cuyos antepasados abandonaron Lituania antes de la restauración de la independencia en 1990, pero seguían teniendo la nacionalidad lituana en 1940. Hay algunas cosas que hay que tener en cuenta antes de que alguien pueda pasar la prueba de elegibilidad para la ciudadanía lituana, y al tenerlas, da a la persona el derecho a reclamar la ciudadanía lituana.
Las personas que fueron ciudadanos de la Lituania independiente (entre 1918 y 1940), así como sus hijos, nietos y bisnietos, pueden recuperar la nacionalidad lituana. Los descendientes de lituanos pueden recuperar la doble nacionalidad lituana si sus antepasados aún tenían la nacionalidad lituana en 1940. La doble nacionalidad también puede extenderse a los descendientes de ciudadanos lituanos que se exiliaron a Siberia y permanecieron en países de la Unión Soviética.
En noviembre de 2010, el Seimas aprobó una ley que liberalizaba los requisitos de doble nacionalidad. La presidenta Dalia Grybauskaitė la vetó, declarando que: "Según la Constitución, la doble nacionalidad es una rara excepción, no un caso común.
El 23 de junio de 2016, el Seimas aprobó una ley que liberaliza aún más los requisitos de doble nacionalidad.  Entró en vigor el 6 de julio de 2016 y modifica la Ley de Ciudadanía de la República de Lituania (Ley XI-1196 de 2 de diciembre de 2010).  El artículo 7 de la Ley de Ciudadanía modificada el 23 de junio de 2016 enumera los siguientes criterios para la doble nacionalidad: 
1. Han adquirido la nacionalidad de la República de Lituania y la nacionalidad de otro Estado al nacer.
2. Se trata de una persona que abandonó Lituania antes del 11 de marzo de 1990. Se define como:
  - al menos uno de sus antepasados (padres, abuelos o bisabuelos) era ciudadano de la República de Lituania (entre 1918 y 1940);
  - el antepasado abandonó Lituania (la ley cambió el antiguo requisito de "huyó") en algún momento antes de que Lituania restableciera su independencia el 11 de marzo de 1990;
  - el antepasado no partió a la antigua Unión Soviética después del 15 de junio de 1940.
3. Son personas que se exiliaron de la República de Lituania ocupada antes del 11 de marzo de 1990.
  - Es una persona, o sus descendientes (hijos, nietos, bisnietos), que hasta el 15 de junio de 1940 tenía la ciudadanía lituana y fue deportada por la fuerza de Lituania antes del 11 de marzo de 1990, debido a la persecución política, social o étnica por parte de los regímenes de ocupación soviético y nazi.
4. Han adquirido ipso facto la nacionalidad de otro Estado por matrimonio con un ciudadano de otro Estado.
5. Son adoptados por un ciudadano de la República de Lituania antes de cumplir los 18 años de edad.
6. Han adquirido la nacionalidad de la República de Lituania por excepción siendo ciudadanos de otro Estado.
7. Se trata de una persona que ha conservado la ciudadanía de la República de Lituania o a la que se le ha restituido la ciudadanía de la República de Lituania por sus méritos sobresalientes para el Estado de Lituania.
8. Han adquirido la nacionalidad de la República de Lituania mientras tenían el estatuto de refugiado en la República de Lituania.

Algunos países (como Argentina, Uruguay y México) no permiten renunciar a la nacionalidad, por lo que los solicitantes pueden conservar de facto la doble ciudadanía  aunque solo puedan optar a la nacionalidad lituana simple.
En determinados casos, sólo se permite la restitución de la nacionalidad lituana como ciudadanía lituana única. Por ejemplo, las personas que se marcharon voluntariamente a países de la antigua URSS antes de 1990 (es decir, que no fueron deportadas) y tienen antepasados lituanos pueden recuperar la nacionalidad lituana, pero tienen que renunciar a su nacionalidad actual. Esto no se aplica a las personas que huyeron o se marcharon durante la ocupación soviética antes de 1990 y estas personas pueden recuperar la doble nacionalidad.
En 2018, a petición del Parlamento lituano, el Tribunal Constitucional aclaró que no es aceptable ser ciudadano de Lituania y de otro Estado al mismo tiempo. Quienes abandonaron Lituania tras recuperar la independencia en 1990 no pueden tener la doble nacionalidad, por lo que solo podría cambiarse mediante referéndum.
El referéndum para cambiar la Constitución con el fin de permitir a los ciudadanos lituanos ser también ciudadanos de otros países se celebró el 12 de mayo de 2019. Aunque la mayoría de los votantes estaban a favor de cambiar la Constitución, el referéndum sobre la doble nacionalidad lituana fracasó porque la participación fue demasiado baja.
Está previsto volver a celebrar un referéndum el 12 de mayo de 2024, en el que se someterá de nuevo la cuestión de la doble ciudadanía.

## Certificado de Ascendencia Lituana
El Certificado de Ascendencia Lituana es un documento que confirma el origen étnico lituano de una persona. El certificado da derecho indefinido a obtener la ciudadanía lituana, a obtener un visado para Lituania y a solicitar la residencia permanente en Lituania. Pueden obtener un certificado de ascendencia lituana las personas que tengan al menos uno de sus progenitores, abuelos o abuelas de etnia lituana por nacionalidad.

## Certificado de Derecho a Restaurar la Ciudadanía Lituana
El certificado del derecho a recuperar la ciudadanía de la República de Lituania es un documento oficial que da derecho a su titular a obtener la ciudadanía lituana por descendencia (por regla general, previa renuncia a la ciudadanía existente). Además, el certificado del derecho a restablecer la ciudadanía lituana da derecho a su titular a obtener un visado para Lituania, a solicitar la residencia permanente en Lituania.

## Ciudadanía de la Unión Europea
Debido a que Lituania forma parte de la Unión Europea, los ciudadanos lituanos también son ciudadanos de la Unión Europea según la ley de la Unión Europea y, por lo tanto, disfrutan de derechos de libre circulación y tienen derecho a votar en las elecciones para el Parlamento Europeo .  Cuando se encuentren en un país no perteneciente a la UE en el que no haya embajada lituana, los ciudadanos lituanos tienen derecho a obtener protección consular de la embajada de cualquier otro país de la UE presente en ese país.   Los ciudadanos lituanos pueden vivir y trabajar en cualquier país de la UE gracias al derecho de libre circulación y residencia que les concede el artículo 21 del Tratado de la UE . 

## Libertad de viaje de los ciudadanos lituanos
1. ↑  Roger Dale Petersen (2002). Understanding ethnic violence: fear, hatred, and resentment in twentieth-century Eastern Europe. Cambridge University Press. pp. 150-151. ISBN 978-0-521-00774-0. Consultado el 9 de febrero de 2011.
2. ↑  Dovile Budryte (2005). Taming nationalism?: political community building in the post-Soviet Baltic States. Ashgate Publishing, Ltd. p. 150. ISBN 978-0-7546-4281-7. Consultado el 11 de febrero de 2011.
3. ↑  «Lithuanian Constitutional Court ruling on the Law of Citizenship». Archivado desde el original el 4 de mayo de 2007. Consultado el 21 de marzo de 2024.
4. ↑  «XII-2473 Lietuvos Respublikos pilietybės įstatymo Nr. XI-1196 2 ir 7 straipsnių pakeitimo įstatymas». www.e-tar.lt. Consultado el 1 de septiembre de 2016.
5. ↑  «XI-1196 Lietuvos Respublikos pilietybės įstatymas». www.e-tar.lt. Consultado el 1 de septiembre de 2016.
6. ↑  «Law on Citizenship». Republic of Lithuania. 23 de junio de 2016. Consultado el 8 de abril de 2019.
7. ↑  «New amendment allows keeping dual citizenship for Lithuanians born abroad». LITHUANIAN CITIZENSHIP (en inglés estadounidense). 20 de noviembre de 2015. Consultado el 23 de abril de 2020.
8. ↑  «Lithuania». European Union. Consultado el 4 de mayo de 2015.
9. ↑  Article 20(2)(c) of the Treaty on the Functioning of the European Union.
10. ↑  Rights abroad: Right to consular protection: a right to protection by the diplomatic or consular authorities of other Member States when in a non-EU Member State, if there are no diplomatic or consular authorities from the citizen's own state (Article 23): this is due to the fact that not all member states maintain embassies in every country in the world (14 countries have only one embassy from an EU state). Antigua and Barbuda (UK), Barbados (UK), Belize (UK), Central African Republic (France), Comoros (France), Gambia (UK), Guyana (UK), Liberia (Germany), Saint Vincent and the Grenadines (UK), San Marino (Italy), São Tomé and Príncipe (Portugal), Solomon Islands (UK), Timor-Leste (Portugal), Vanuatu (France)
11. ↑  «Treaty on the Function of the European Union (consolidated version)» (PDF). Eur-lex.europa.eu. Consultado el 10 de julio de 2015.

Requisitos de visa para ciudadanos lituanos

Los requisitos de visado para los ciudadanos lituanos son restricciones administrativas de entrada impuestas por las autoridades de otros Estados a los ciudadanos de Lituania . En 2015, los ciudadanos lituanos tenían acceso sin visado o con visado a la llegada a más de 180 países y territorios, lo que situaba al pasaporte lituano en el décimo lugar del mundo según el Índice de restricciones de visas .
En 2017, la nacionalidad lituana ocupa el vigésimo segundo lugar en el Índice de Nacionalidad (QNI) Este índice difiere del Índice de Restricciones de Visa, que se centra en factores externos como la libertad de viajar. El QNI tiene en cuenta, además de la libertad para viajar, factores internos como la paz y la estabilidad, la fortaleza económica y el desarrollo humano. 
En 2021, el pasaporte lituano recibió una puntuación que lo situó en el 4º puesto de la clasificación mundial (empatado con otros pasaportes fuertes como los de Dinamarca, Islandia y Reino Unido).
- Datos: Q3337002